# كيك تنزاط (مولاي إبراهيم)
كيك تنزاط هي إحدى مشيخات المملكة المغربية، تتبع جغرافيا لإقليم الحوز وإداريًا لمولاي إبراهيم. يقدر عدد سكانها بـ 7706 نسمة حسب الإحصاء الرسمي للسكان والسكنى لسنة 2004.